# Funiculaire d'Aleksotas
Le Funiculaire d'Aleksotas (en lituanien : Aleksoto funikulierius) est un funiculaire situé à Kaunas, en Lituanie. 

## Histoire
Le funiculaire, construit sur la rive droite de la rivière Nemunas, sur la colline d'Aleksotas, a été officiellement inauguré le 6 décembre 1935. La piste du funiculaire d'Aleksotas est restée inchangée. La longueur du funiculaire est de 132 mètres, la pente faisant 18 degrés. Des équipements de traction authentiques, comme les véritables wagons d'avant-guerre, les sièges en bois et les plates-formes d'arrêt du funiculaire sont toujours utilisés.
Le funiculaire monte du bout du pont Vytautas le Grand jusqu'à la colline d'Aleksotas d'où l'on peut voir le panorama de la vieille ville de Kaunas. Il a été inscrit au Registre des sites du patrimoine culturel immobilier de la République de Lituanie en 1996.
En 2015, le funiculaire était l'un des 44 sites de Kaunas à recevoir le label du patrimoine européen.

titre
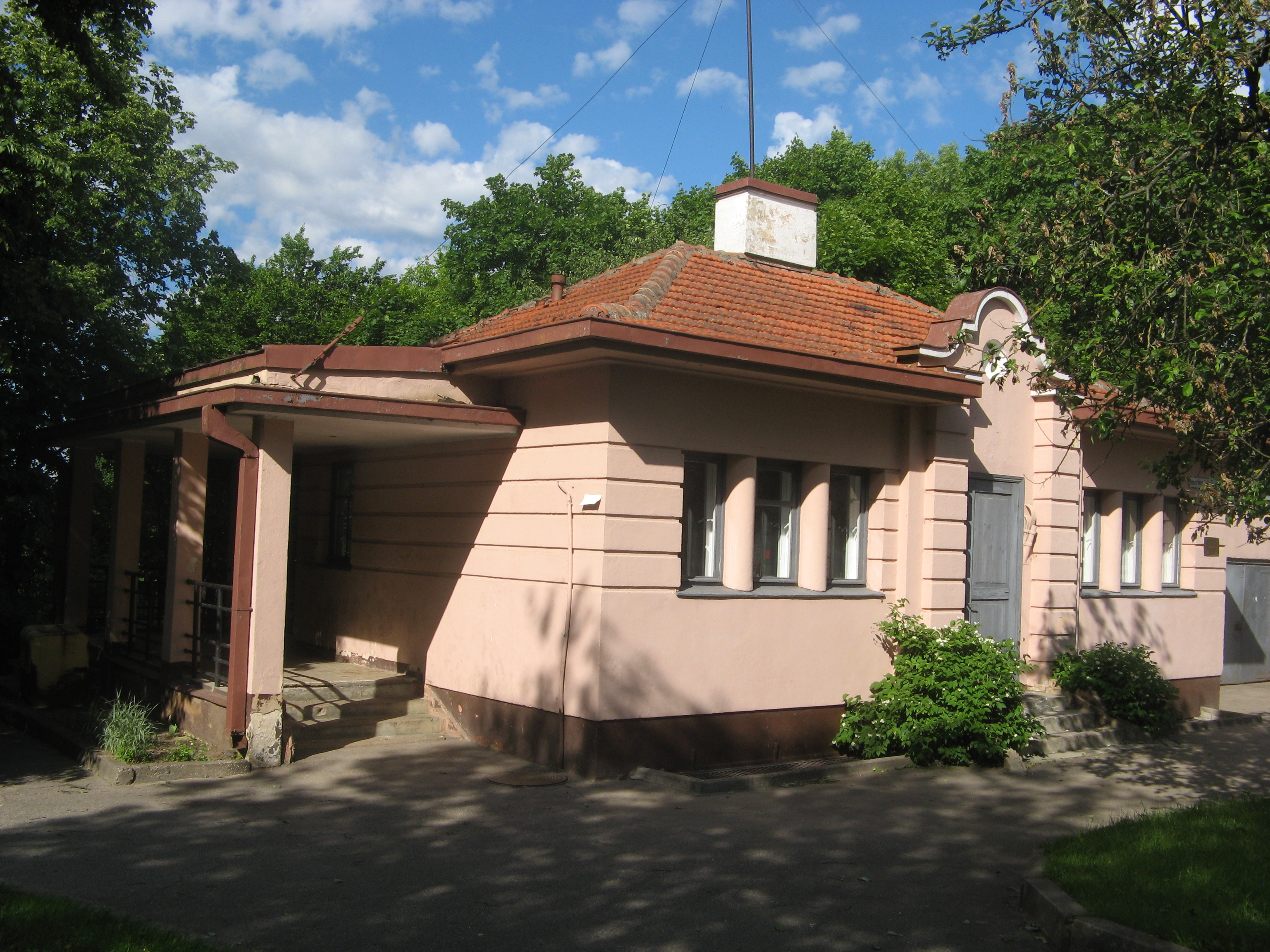
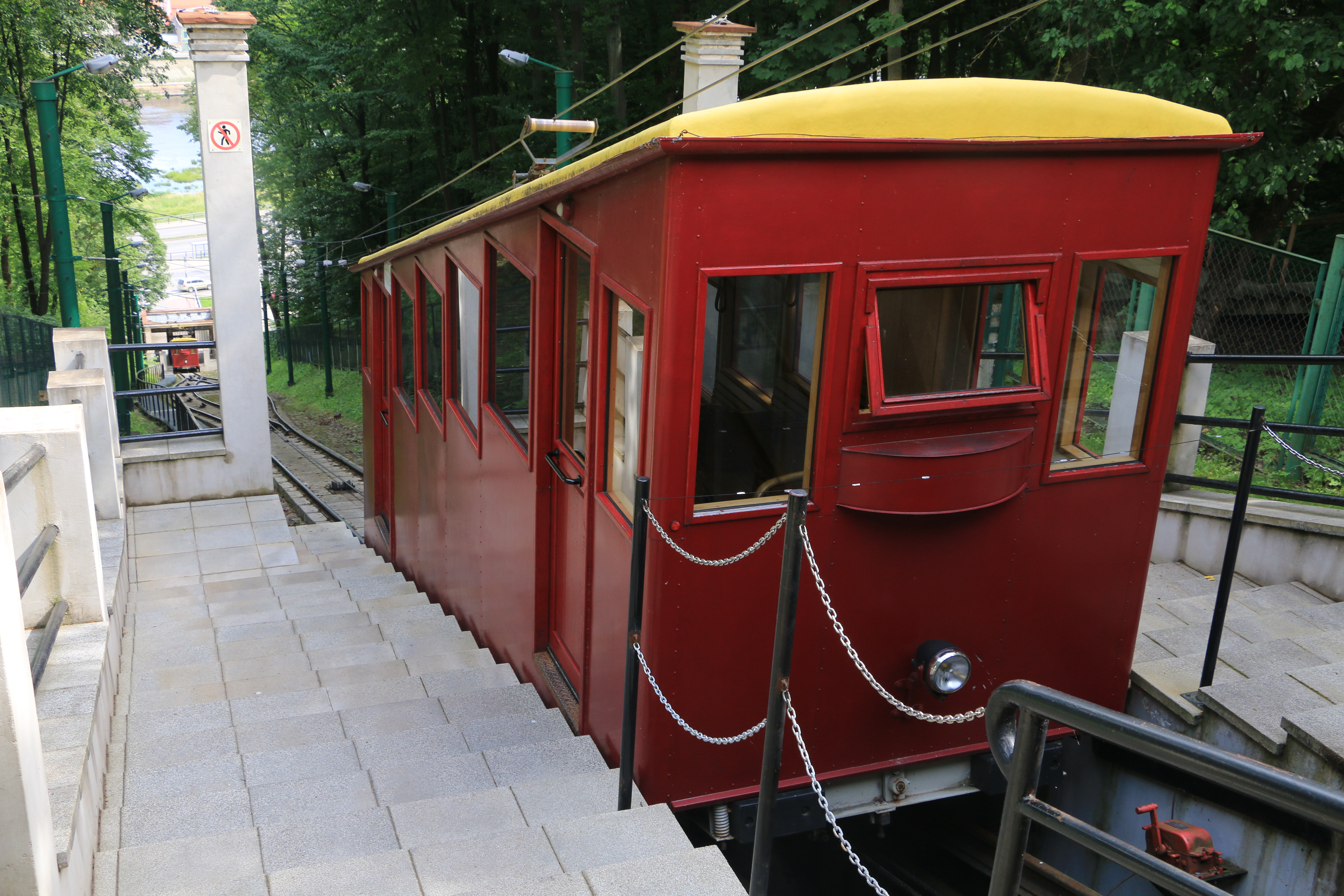
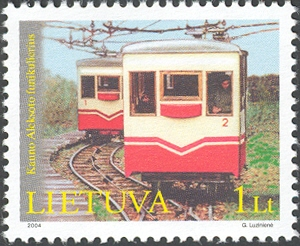
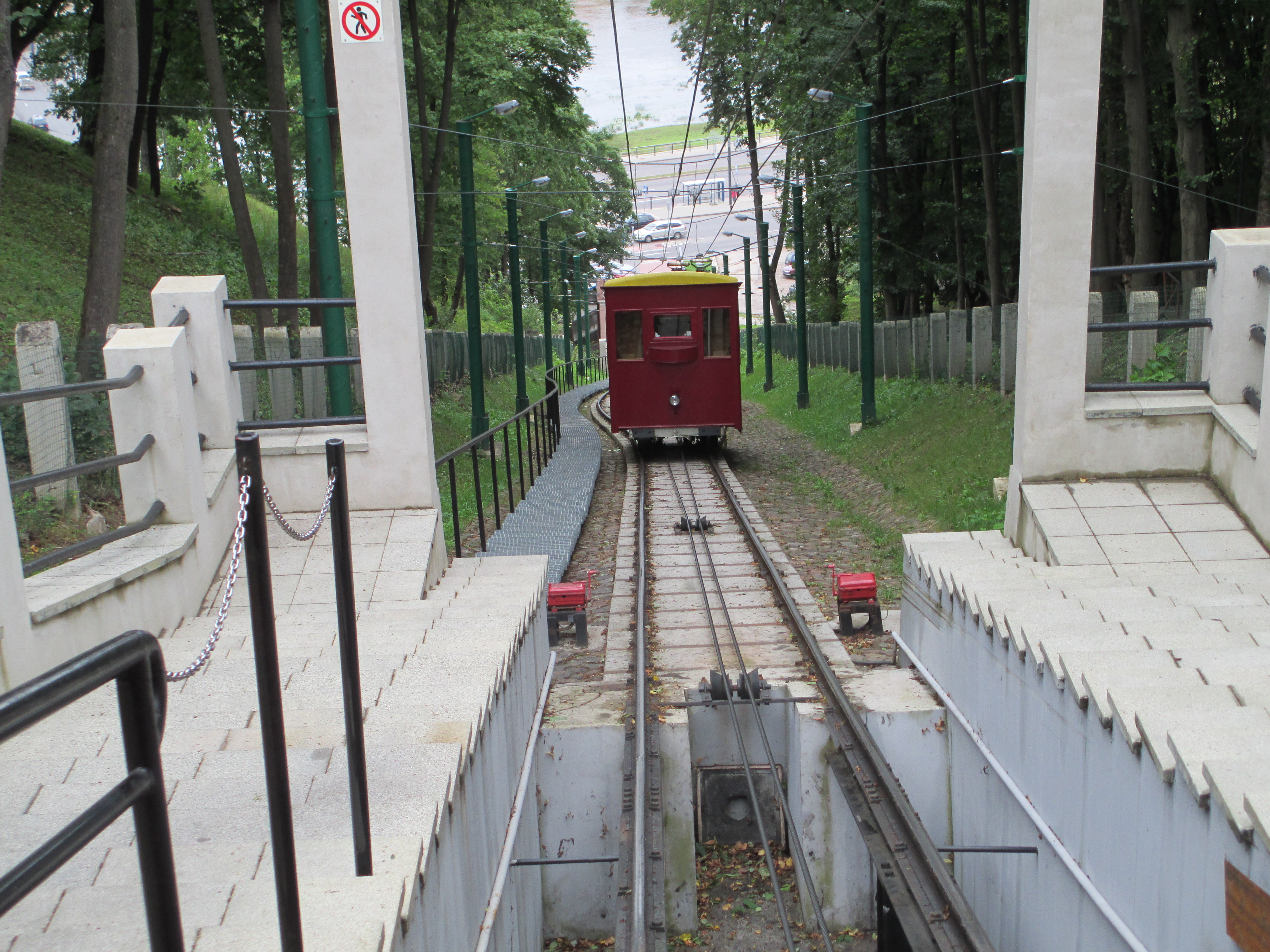